# Portugiesische Judomeisterschaften 1969
Die Portugiesischen Judomeisterschaften 1969 fanden in Lissabon statt.

## Ergebnisse

### Männer
| Gewichtsklasse | Gold                       | Silber | Bronze |
| -------------- | -------------------------- | ------ | ------ |
| – 63 kg        | Fausto Martins de Carvalho |        |        |
| – 70 kg        | João Merca                 |        |        |
| – 80 kg        | Fernando Costa Matos       |        |        |
| + 80 kg        | Henrique C. Nunes          |        |        |